# Landschapsbeheer Friesland
Landschapsbeheer Friesland is een provinciale organisatie die zich inzet voor het beheer van het landschap in Friesland. Het is een van de 12 provinciale organisaties die zijn aangesloten bij Landschapsbeheer Nederland, opgegaan in de overkoepelende stichting LandschappenNL.

## Ontstaan en organisatie
Landschapsbeheer Friesland begon in 1983 als kleine organisatie, destijds nog onder de naam Stichting Instandhouding Landschapselementen in Friesland (SILF), die zich samen met vrijwilligers inzette voor het beheer van landschapselementen. Inmiddels is de organisatie uitgegroeid tot een groep van vaste professionals en fungeert zij als partner voor beleidsondersteuning en kennisuitwisseling van overheden, bedrijven en scholen in de provincie Fryslân.
In het hoofdkantoor in Beetsterzwaag werken 14 betaalde medewerkers. Het bestuur bestaat uit 7 leden en is verantwoordelijk voor het beleid. In 2021 is een nieuw bestuur aangetreden dat ook het bestuur is van It Fryske Gea. Wiebe Bouma is sinds 2021 directeur. Hij volgde na een reorganisatie Regina ter Steege op. Zij was vanaf de oprichting in 1983 directeur. Daarnaast zetten ruim 300 vaste vrijwilligers zich in voor het Friese landschap. Landschapsbeheer Friesland werkt samen met andere landschapsorganisaties als It Fryske Gea, IVN Natuureducatie, Staatsbosbeheer en Natuurmonumenten. De organisatie werkt ook samen met partners als de Friese agrarische collectieven om natuur en landschap in de agrarische bedrijfsvoering in te passen.

## Kerntaken en doelen
Landschapsbeheer Friesland werkt aan de kwaliteit van het Friese landschap.
Belangrijke concrete landschapsdoelen zijn:
- de versterking van de ecologische infrastructuur door beheer van landschapselementen als dobben en poelen, solitaire bomen, elzensingels en kleine bosjes.
- de versterking van het cultuurhistorisch landschapsbeheer; bepleit wordt een grotere aandacht voor historische terreinen en het herstel van boerenerven.
- verbetering van het soortenbeheer. In Friesland gaat het bijvoorbeeld om bescherming van weidevogels en kerkuilen, en ook om vleermuizen.

## Projecten
Veel werkzaamheden vinden plaats binnen projecten. De projecten worden uitgevoerd door de eigen medewerkers vaak samen met scholieren, studenten en in samenwerking met gebiedspartijen en overheden.
Er wordt gewerkt binnen 4 thema's
- Landbouw en Water zoals bijvoorbeeld het project Herstel Agrarisch Cultuurlandschap - Fryslân
- Erfgoed en beleving zoals bijvoorbeeld het project Mei it Ferline Foarút (NL: Met het Verleden Vooruit) en met landschapsbiografieën en omgevingsvisies.
- Biodiversiteit en monitoring voor o.a. ANLb en de monitoring van vleermuizen
- Mens en maatschappij zoals met het Actieplan Groene Vrijwilligers